# Лазница (Церкно)
Лазница (словен. Laznica, итал. Lasnizza) је насељено место у општини Церкно, Горишка регија, Словенија.

## Историја
До територијалне реорганизације у Словенији била је у саставу старе општине Идрија. Као самостално насеље, Лазница постоји од 1996. године. Настала је издвајањем дела из насеља Поче.

## Становништво
У попису становништва из 2011. године, Лазница је имала 48 становника.
| Број становника према пописима | Број становника према пописима |
| ------------------------------ | ------------------------------ |
| 2002                           | 2011                           |
| 53                             | 48                             |

Напомена: Године 1996. настала издвајањем дела из насеља Поче.